# طاعون مرسيليا العظيم

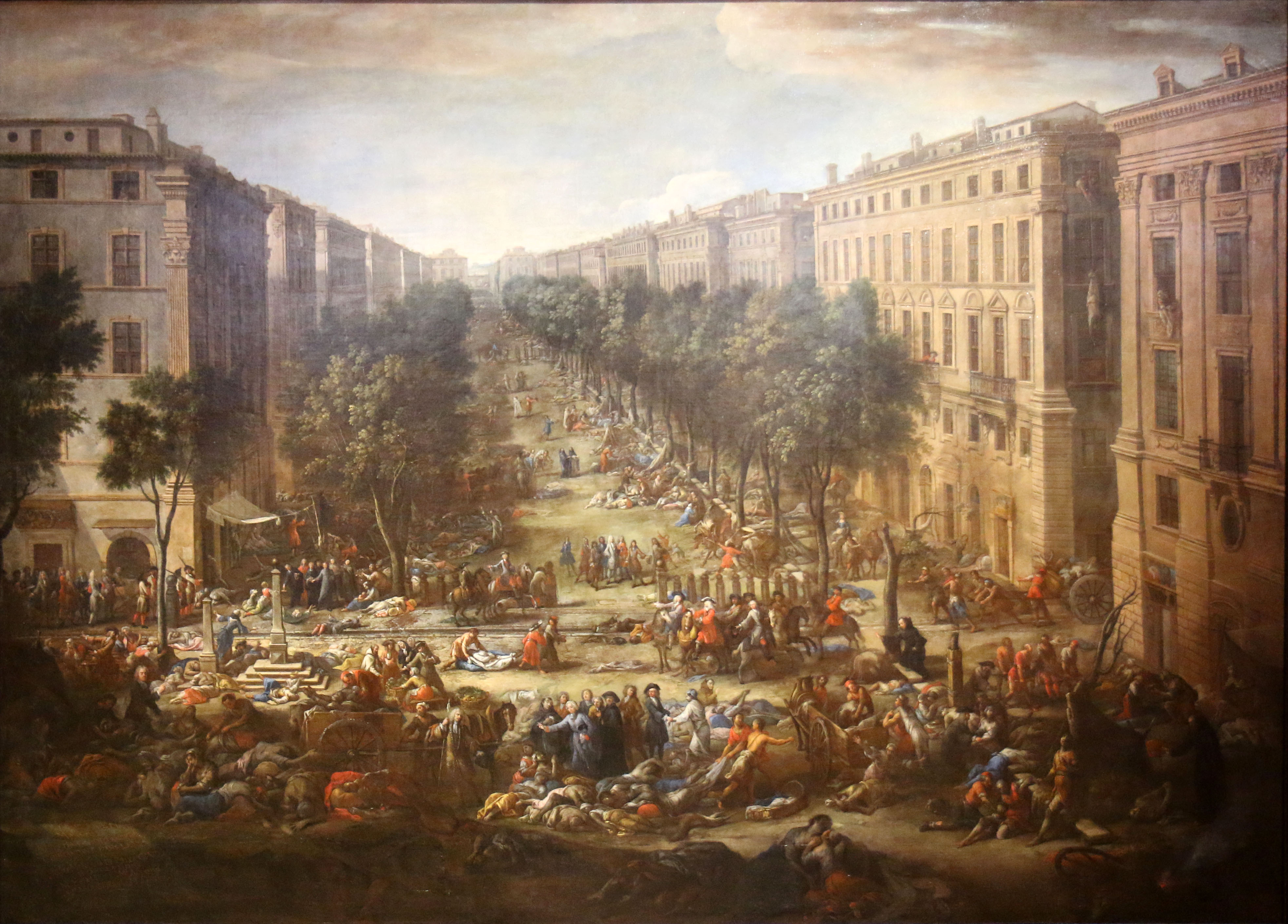
نقش معاصر لمرسيليا خلال الطاعون العظيم

طاعون مرسيليا العظيم كان آخر حالات تفشي الطاعون الدبلي في أوروبا عندما وصل إلى مدينة مرسيليا الفرنسية عام 1720، حينها قتل المرض ما يصل 100,000 شخص. قُتل 50,000 شخص داخل المدينة، وخلال العامين المقبلين حصد 50,000 آخرين في شمال المقاطعات والبلدات المحيطة بها.
على الرغم من العدد الكبير من الوفيات، تعافت مرسيليا بسرعة من تفشي الطاعون. استغرق النشاط الاقتصادي بضع سنوات فقط للتعافي، حيث امتدت التجارة إلى جزر الهند الغربية وأمريكا اللاتينية. بحلول عام 1765، عاد عدد السكان المتزايد إلى مستواه قبل عام 1720.

## التفشي والوفيات

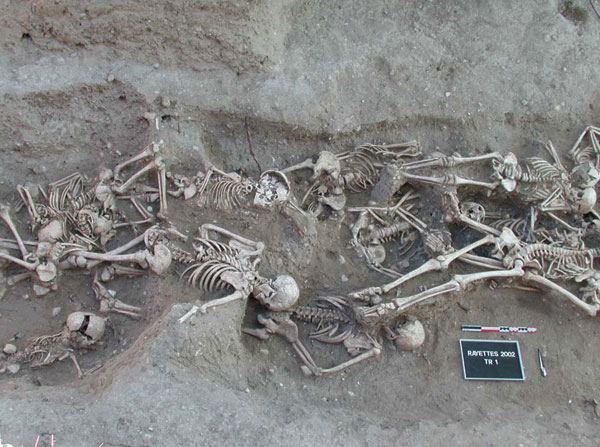
ضحايا الطاعون الدبلي في مقبرة جماعية من 1720 إلى 1721 في مارتيغ ، فرنسا

كان هذا الانفجار العظيم للطاعون هو آخر تكرار لوباء الطاعون الدبلي، بعد الحلقات المدمرة التي بدأت في أوائل القرن الرابع عشر ؛ كان أول ظهور معروف للطاعون الدبلي في مرسيليا هو وصول الموت الأسود في خريف عام 1347. عندما وصلت إلى مرسيليا، ووضعت على الفور تحت الحجر الصحي في اللازيرة من قبل سلطات الميناء.
في بداية الطاعون، عرض نيكولاس روز خدماته على السلطات المحلية، الذي كان نائب القنصل في مصنع على ساحل بيلوبونيز وتعامل مع الأوبئة هناك، تم تعيينه المفوض العام لحي Rive-Neuve. أقام حجرًا صحيًا من خلال إقامة نقاط تفتيش، وذهب إلى حد بناء المشنقة كرادع ضد اللصوص. كما تم حفر خمسة مقابر جماعية كبيرة، وتحويل لا كورديري إلى مستشفى ميداني، وتوزيع منظم للإمدادات الإنسانية على السكان. علاوة على ذلك ، قام بتنظيم الإمداد للمدينة نفسها. لكن سرعان ما انتشر المرض في المدينة، وتغلب عدد القتلى على جهود الصحة العامة في المدينة، حتى تناثرت آلاف الجثث وتناثرت في أكوام حول المدينة.
في 16 سبتمبر 1720 ، ترأس روز بنفسه 150 فردًا من المتطوعين والسجناء لإزالة 1200 جثة في الحي الفقير من Esplanade de la Tourette. كان عمر بعض الجثث ثلاثة أسابيع، وتصفها المصادر المُعاصرة بأنها «بالكاد بشرية في الشكل وتتحرك بواسطة الديدان». في غضون نصف ساعة، تم إلقاء الجثث في حُفر مفتوحة تم ملؤها بعد ذلك بالجير والتُربة المُغطاة.
من بين 1200 متطوع وسجين تم نشرهم لمكافحة الطاعون ، نجا ثلاثة فقط. أصيب روز نفسه بالمرض لكنه نجا ، على الرغم من أن فرص البقاء على قيد الحياة بدون الطب الحديث تتراوح بين 20 و 40٪.
خلال فترة عامين ، توفي 50,000 من إجمالي سكان مرسيليا البالغ 90.000. كما توفى 50,000 شخص إضافي في مناطق أخرى مع انتشار الطاعون شمالًا، ووصل في النهاية إلى إيكس إن بروفانس وآرل وأبت وتولون. تشير التقديرات إلى معدل الوفيات بإجمالي يتراوح بين 25 و 50٪ للسكان في المنطقة الكبرى، حيث تبلغ نسبة مدينة مرسيليا 40٪ ومنطقة تولون فوق 50٪ ومنطقة إيكس وآرليس بنسبة 25٪.
بعد أن هدأ الطاعون، عززت الحكومة الملكية دفاعات الطاعون في الميناء، ببناء شاطئ يحيط بالمركب المطلي باللون الأبيض مثقوبًا بجانب الماء للسماح بتفريغ الحمولة من الولاعات. طُلب من التجار اجتياز التفتيش في جزيرة أبعد في الميناء، حيث تم فحص الطواقم والبضائع.

## أُنظر أيضاً
- الوباء الثالث
- جائحة الطاعون الثانية
- الثورات الشعبية في أوروبا خلال العصور الوسطى المتأخرة
- طاعون جستنيان
- قائمة الأوبئة